# Slaughter to Prevail
Slaughter to Prevail est un groupe russe de deathcore, originaire d'Ékaterinbourg, et basé à Orlando, en Floride. Le groupe fait ses débuts avec un EP intitulé Chapters of Misery en 2015 , qui est suivi deux ans plus tard par un album studio, Misery Sermon. Son deuxième album, Kostolom, sort en 2021. Le groupe est signé chez Sumerian Records et a fait des tournées aux États-Unis, en Europe et en Asie.

## Histoire
Avant de former Slaughter to Prevail, le guitariste britannique Jack Simmons était membre d'Acrania, un groupe de deathcore basé à Londres, tandis que le chanteur russe Alex Terrible acquiert une communauté en ligne pour ses vidéos de reprises vocales sur YouTube. Alex Terrible était auparavant membre du groupe de deathcore russe We Are Obscurity, qui s'est dissout après avoir échoué à trouver une maison de disques. Simmons recrute Alex Terrible ainsi que le batteur russe Anton Poddyachy pour former ce qui allait devenir Slaughter to Prevail. Ils sortent un EP intitulé Chapters of Misery en 2015, puis signent chez Sumerian Records en 2016, avant de republier Chapters of Misery avec un nouveau single, As the Vultures Circle, comme première sortie sous le label Sumerian Records. En mai 2016, il est annoncé que Slaughter to Prevail rejoindrait des groupes tels que Cannibal Corpse pour le Summer Slaughter Tour 2016.
Slaughter to Prevail sort son premier album studio, Misery Sermon, en 2017, inspiré par la haine et la misère en eux et autour d'eux. Slaughter to Prevail est de nouveau invité à se produire au Summer Slaughter 2017 aux côtés de groupes tels que The Black Dahlia Murder et Dying Fetus, mais ne peut finalement pas faire la tournée en raison de problèmes de visa. Le groupe est également invité à rejoindre Suicide Silence lors de la tournée du 10e anniversaire de leur album The Cleansing, et doit se produire aux États-Unis et au Canada en novembre et décembre 2017. Cependant, le groupe rencontre  de nouveau des problèmes de visa en raison du gel américain des visas pour les ressortissants russes.
En 2018, Whitechapel invite Slaughter to Prevail à rejoindre leur tournée Ten Years of Exile aux côtés de Chelsea Grin et Oceano.
Le groupe sort les singles Agony et Demolisher en 2019 et 2020 respectivement. Ces deux titres obtiennent un grand succès et ont contribué à grandement populariser le groupe. Le journal Metal Injection dira « La sortie de Demolisher a été un événement dans la communauté deathcore. D'innombrables vidéos Youtube de réaction ont loué l'impossible scream d'Alex Terrible et l'instrumentale brutale. » En 2021, le groupe sort ensuite un autre single, Baba Yaga, nommé d'après un être du folklore slave. Elle est élue par Loudwire comme la 3e meilleure chanson metal de 2021. Le groupe a enchainé avec un autre single, Zavali Ebalo. Leur deuxième album studio, Kostolom, sort le 13 août 2021, et comprend les quatre singles cités précédemment.
Dans une interview du 30 novembre 2021, Alex Terrible exprime son mécontentement à l'égard de l'accord du groupe avec Sumerian Records, l'attribuant au fait d'être « au paradis des imbéciles » ainsi que le fait d'avoir signé sans conseillers juridiques. Il a déclaré que le groupe intenterait probablement une action en justice pour résilier son contrat et continuer de manière indépendante, mais « la question est en suspens pour le moment. »
Le 26 février 2022, le groupe publie une déclaration sur Facebook condamnant l'invasion russe de l'Ukraine qui a commencé deux jours plus tôt. Alex Terrible publie une autre déclaration au nom du groupe via Instagram et YouTube le 1er mars 2022, exhortant également les téléspectateurs à « ne pas faire de tout le peuple russe un complice ». Le 9 août 2022, le groupe sort la chanson 1984, inspirée du roman de George Orwell, en signe de protestation contre le gouvernement et la guerre. Le groupe déménage à Orlando, en Floride, trois mois auparavant en raison des effets de la guerre et de la répression appliquée par le gouvernement russe, ainsi que pour la scène métal américaine plus forte. Le 28 juillet 2023, le groupe sort le single Viking.

## Style musical
Slaughter to Prevail a été décrit principalement comme faisant partie du genre deathcore,,,, avec un accent majeur sur la voix gutturale extrêmement profonde d'Alex Terrible. Il a mentionné que le groupe a été influencé par d'autres groupes de deathcore célèbres tels que Suicide Silence, Bring Me the Horizon et Carnifex. Kostolom a marqué un changement stylistique, les critiques notant l'influence du nu metal tel que l'album Iowa du groupe Slipknot.

## Polémiques
Des accusations de sympathies,, avec l'idéologie nazies, de transphobie et de cruauté envers les animaux ont été portées contre Alex Shikolai (Alex Terrible). Ces accusations reposent sur l'affiliation sur les réseaux sociaux avec des groupes et des marques ouvertement néo-nazis comme You Must Murder et White Rex, ainsi que par la promotion d'artistes russes d'extrême-droite. Le groupe a cependant toujours nié ces accusations, affirmant qu'il ne cautionne aucune forme d'extrémisme.

## Membres

### Membres actuels
- Aleksandr « Alex Terrible » Shikolai (Александр Шиколай) — chant (ex-We Are Obscurity) (depuis 2014)
- Mikhail « Mike » Petrov (Михаил Петров) — basse (depuis 2016)
- Evgeny Novikov (Евгений Новиков) — batterie (depuis 2018)
- Jack Simmons — guitare solo (depuis 2014)
- Dmitry « Dima » Mamedov (Дмитрий Мамедов) — guitare rythmique (We Are Obscurity) (2015, depuis 2021)

### Anciens membres
- Anton Poddyachy – batterie (2014–2018)
- Maxim Zadorin – guitare
- Slava Antonenko – guitare (2014–2016)
- Filipp Kucheryavyh – basse (2014–2016)
- Sam Baker – guitare (2015)
- Justin Czubas - guitare (2018)
- Jared Delgado – guitare (2017–2018)
- Robert Brown – guitare (2018–2020)

## Discographie

### Albums studio
- 2017 : Misery Sermon
- 2021 : Kostolom
- 2025 : Grizzly

### EP
- 2015 : Chapters of Misery

### Singles
- 2014 : Crowned and Conquered[29]
- 2015 : Misery (Страдание)[30]
- 2015 : Hell (Ад)[31]
- 2016 : As the Vultures Circle[32]
- 2017 : Chronic Slaughter[33]
- 2019 : Agony[34]
- 2020 : Demolisher[35]
- 2021 : Baba Yaga[36]
- 2021 : Zavali Ebalo[37]
- 2022 : 1984[38]

### Collaborations
- 2025 : Song 3 avec Babymetal